# Каніш

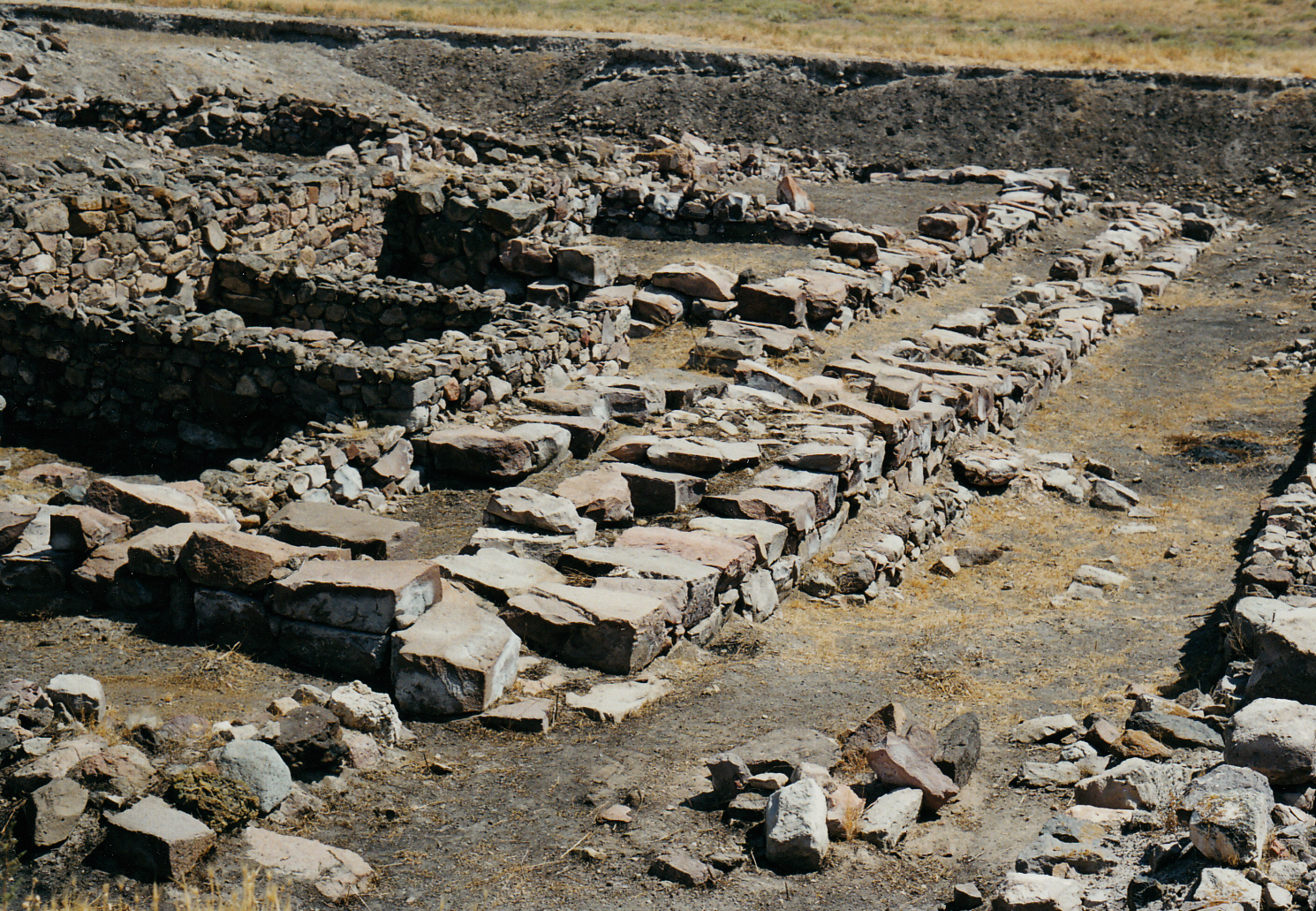
Руїни палацу в Каніші

Каніш (Канес, Канеш, Неса, Неша) — одне з найдавніших міст Малої Азії. Розташовувалось на південний схід від міста Хаттуса (Хатті) — на межі сучасних областей Йозгат і Кайсери.

## Історія
Між стародавніми містами-державами Малої Азії відбувалась боротьба за політичну гегемонію. Спочатку перевага була на боці міста Пурусханда (Бурушханда), правитель якої вважався «Великим царем» серед решти правителів. Згодом ситуація змінилась на користь міста-держави Куссара.
Упродовж певного часу на початку XIX століття до н. е., Каніш був резиденцією хетського царя Пітхани, який підкорив Каніш і заснував Хеттське царство. Невдовзі столицю було перенесено до Куссара.
Городище Каніша було знайдено археологами біля сучасного турецького села Кюльтепе у провінції Кайсері.